# Lene Grenager
Lene Grenager (* 9. Oktober 1969 in Halden) ist eine norwegische Cellistin und Komponistin, die auch im Bereich der Neuen Improvisationsmusik aktiv ist.

## Leben
Grenager studierte Cello, Komposition und Dirigat an der Norges Musikkhøgskole in Oslo bei Aage Kvalbein, Olav Anton Thommessen und Alfred Janson. Gemeinsam mit Hild Sofie Tafjord, Kristin Andersen und Maja Ratkje bildet sie seit 1995 die Gruppe Spunk, mit der sie mehrere Aufnahmen veröffentlichte. Weiterhin ist sie mit Lemur und im Duo mit Sofia Jernberg international unterwegs. Auch hat sie mit Mattin, Lucio Capece, Ellen Fullman, Mats Gustafsson, Harald Fetveit, Unni Løvlid und dem Trondheim Jazzorchestra zusammengearbeitet. Sie ist auf internationalen Festivals wie Victoriaville, Ultima, Borealis, Banlieues Bleues, Stockholm New Music og Nordic Music Days und Moldejazz aufgetreten. 2006 veröffentlichte sie ihr Soloalbum Slåtter, slag og slark (Euridice). 2009 erschien das Album Affinis suite (+3dB Records) mit Kompositionen für ein Kammerensemble und 2010 ein weiteres Album mit Kompositionen von ihr, Systema Naturae mit dem Trio Alpaca, das für zwei norwegische Grammys nominiert wurde. Als Dirigentin spielte sie Asymmetrical Music von Eivind Buene ein.